# Stephen Odey
Stephen Pius Odey, född 15 januari 1998, är en nigeriansk fotbollsspelare som spelar för belgiska Genk.

## Klubbkarriär
Den 28 juni 2019 värvades Odey av belgiska Genk, där han skrev på ett femårskontrakt. Odey gjorde sin Jupiler League-debut den 3 augusti 2019 i en 3–1-förlust mot Mechelen, där han blev inbytt i den 83:e minuten mot Joseph Paintsil.

## Landslagskarriär
Odey debuterade för Nigerias landslag den 13 augusti 2017 i en 1–0-förlust mot Benin.

## Meriter
FC Zürich
- Schweiziska cupen: 2017/2018